# Єрківська селищна територіальна громада
Є́рківська селищна об'єднана територіальна громада — об'єднана територіальна громада в Україні, у складі Звенигородського району Черкаської області. Адміністративний центр — селище міського типу Єрки.
Площа громади — 53 км², населення — 5004 мешканці (2018).

## Історія
Громада утворена 21 серпня 2015 року шляхом об'єднання Єрківської селищної та Радчиської сільської рад Катеринопільського району.
Перші вибори відбулись 25 жовтня 2015 року.

## Склад
До складу громади входять:
| Населений пункт  | Населення, осіб (2001) |
| ---------------- | ---------------------- |
| Єрки, селище     | 4190                   |
| Залізнячка, село | 855                    |
| Радчиха, село    | 444                    |